# Ulica Adama Asnyka w Krakowie
Ulica Adama Asnyka – ulica w Krakowie, w dzielnicy I Stare Miasto, na Piasku. Zaczyna się ślepo w bezpośrednim sąsiedztwie skrzyżowania ulic Basztowej, Garbarskiej i Dunajewskiego na południu i łączy ten rejon z ulicą Biskupią na północy.
W części południowej ulica przylega do skweru, w centralnym punkcie którego znajduje się odtworzony w 2007 roku Pomnik Tadeusza Rejtana. W 2018 roku ów skwer został nazwany imieniem profesora Władysława Bartoszewskiego.

## Historia
Ulica znajduje się na obszarze dawnej podkrakowskiej jurydyki miejskiej Garbary. Do początków XX wieku funkcjonowała jako bezimienna droga na nadbrzeżu Rudawy, a dokładniej jej odnogi – Młynówki Królewskiej. W rejonie, gdzie później wytyczono ulicę, nad brzegiem Młynówki – w miejscu obecnej posesji przy ulicy Asnyka 6 – znajdował się Młyn Górny. Prawdopodobnie jego budowniczym był Mikołaj Gerlak, który kierował budową całego kanału Młynówki Królewskiej. Młyn powstał jako obiekt drewniany na przełomie XIII i XIV wieku. W 1335 roku syn Gerlaka – Bieniasz – otrzymał od króla Kazimierza Wielkiego przywilej w postaci jednej trzeciej praw do młyna. Bieniasz później odsprzedał swoją część praw do młyna konwentowi Bożego Ciała na Kazimierzu. W 1769 roku młyn został przebudowany na obiekt murowany przez Wojciecha Tyrankiewicza i Jana Hermana i w tej formie był użytkowany do początków XX wieku, kiedy został przekształcony na skład mąki i budynek mieszkalny. Z tego powodu późniejsza ulica Asnyka pod koniec XIX wieku nazywana była ulicą Górnych Młynów, również Łazienną. Obecna nazwa funkcjonuje od 1912 roku.
Nosiła nazwę ulicy Łaziennej lub Na Łazienkach (plany z 1878, 1885, 1906), ulicy Górnych Młynów (1900). Obecna nazwa od roku 1912.

## Zabudowa
Na zabudowę ulicy składają się głównie czynszowe kamienice w stylu historyzmu, częściowo z elementami architektury neobarokowej w dekoracji fasad:
- ul. Asnyka 1 (ul. Basztowa 1) – Kamienica, Dom Popielów, zbudowana na miejscu dworku z XVIII wieku, o cechach architektury modernistycznej (projektowali Wacław Krzyżanowski i Józef Pakies, 1909–1910);
- ul. Asnyka 2–4 (ul. Garbarska 1) – Pałac Tyszkiewiczów (Dom „Pod Bałwanami”), wzniesiony w 1882 roku dla rodziny Mostowskich, przebudowany w 1898 dla Tyszkiewiczów, w stylu eklektycznym o cechach neorenesansu i neobaroku, stylizowany w duchu modernistycznym (autorem projektu zarówno pierwotnego, jak również przebudowy był Tadeusz Stryjeński);
- ul. Asnyka 3 – Kamienica w stylu neorenesansowym (projektował Walerian Zwoliński, 1892);
- ul. Asnyka 5 – Kamienica w stylu historyzującym (projektował Sylwester Zabłocki, 1887);
- ul. Asnyka 7 – Kamienica, 1890;
- ul. Asnyka 9  (ul. Biskupia) – Kamienica, 1907;
- ul. Asnyka 10 – Kamienica w stylu modernistycznym (projektował Jakub Spira, 1936);
- ul. Asnyka 12 (ul. Biskupia 1) – Kamienica, zespół budynków Zakładu Energetycznego w skład którego wchodzi także budynek dawnej podstacji elektrowni, znajdujący się w narożu ulicy Biskupiej i Łobzowskiej i nieposiadający własnego wejścia (projektował Jan Rzymkowski, 1908)[1][5].

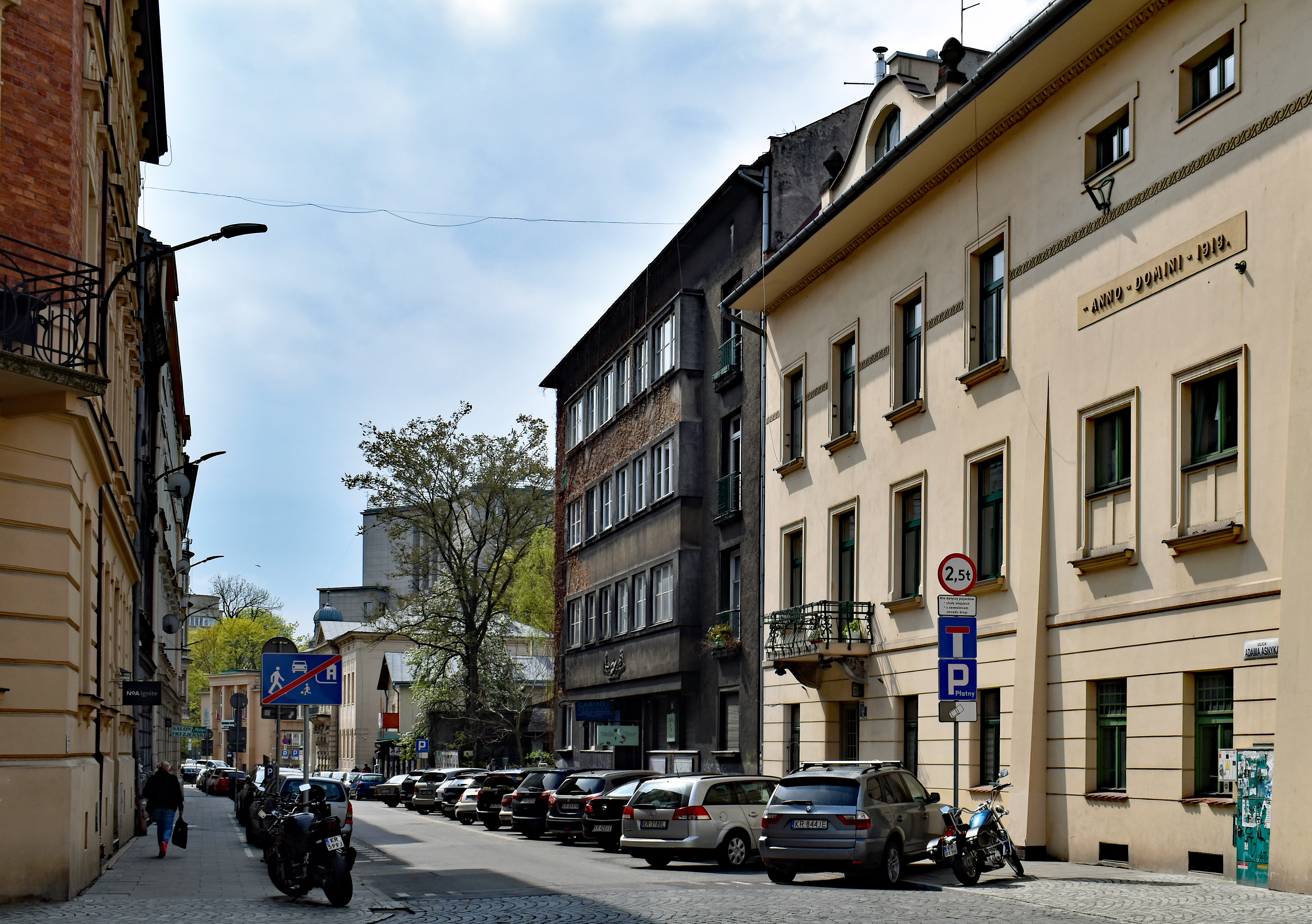
Widok z ul. Biskupiej (z północy)
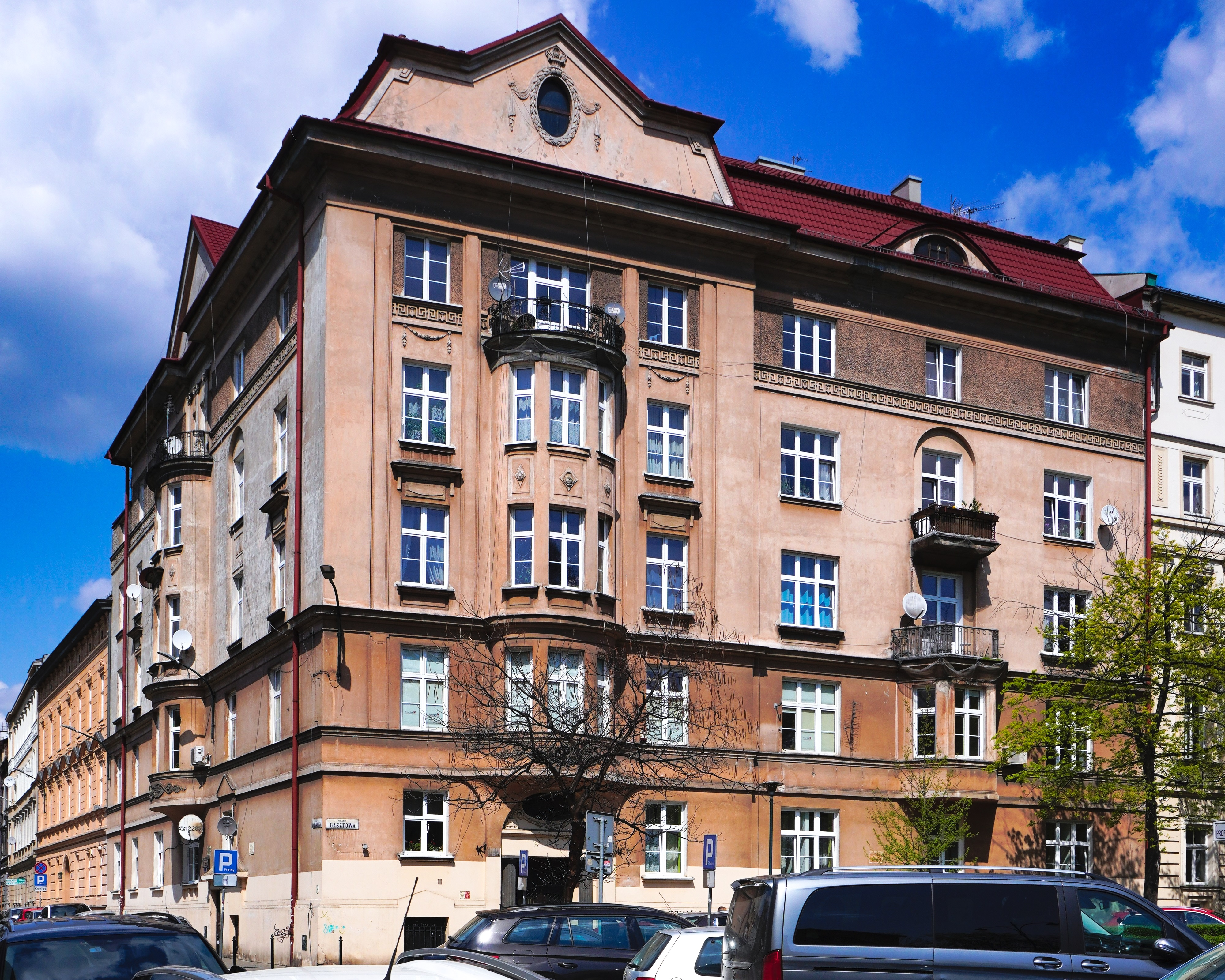
ul. Asnyka 1 (ul. Basztowa 1) Kamienica, Dom Popielów (proj. Wacław Krzyżanowski i Józef Pakies, 1909–1910)
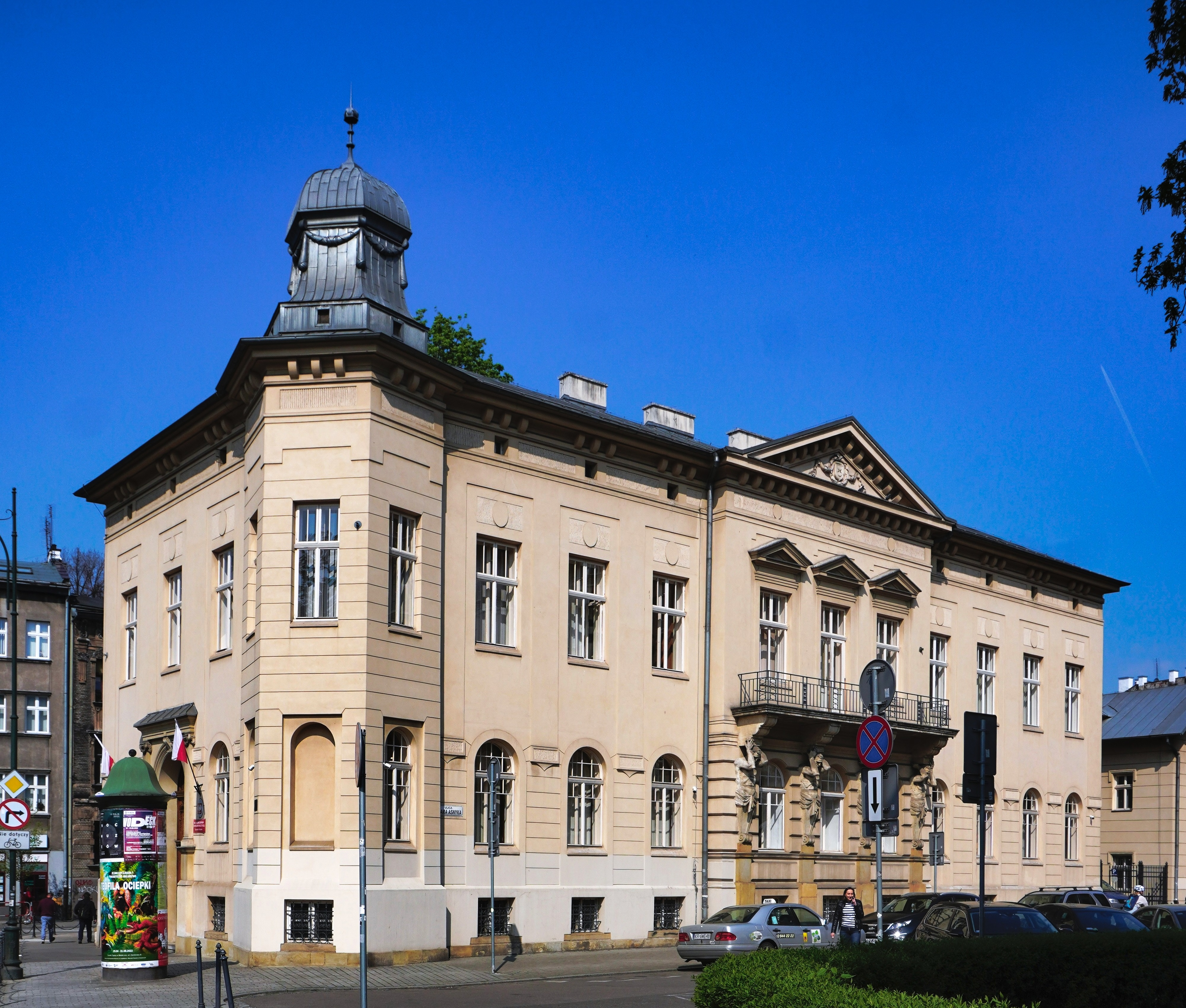
ul. Asnyka 2–4 Pałac Tyszkiewiczów (proj. Tadeusz Stryjeński, 1882)
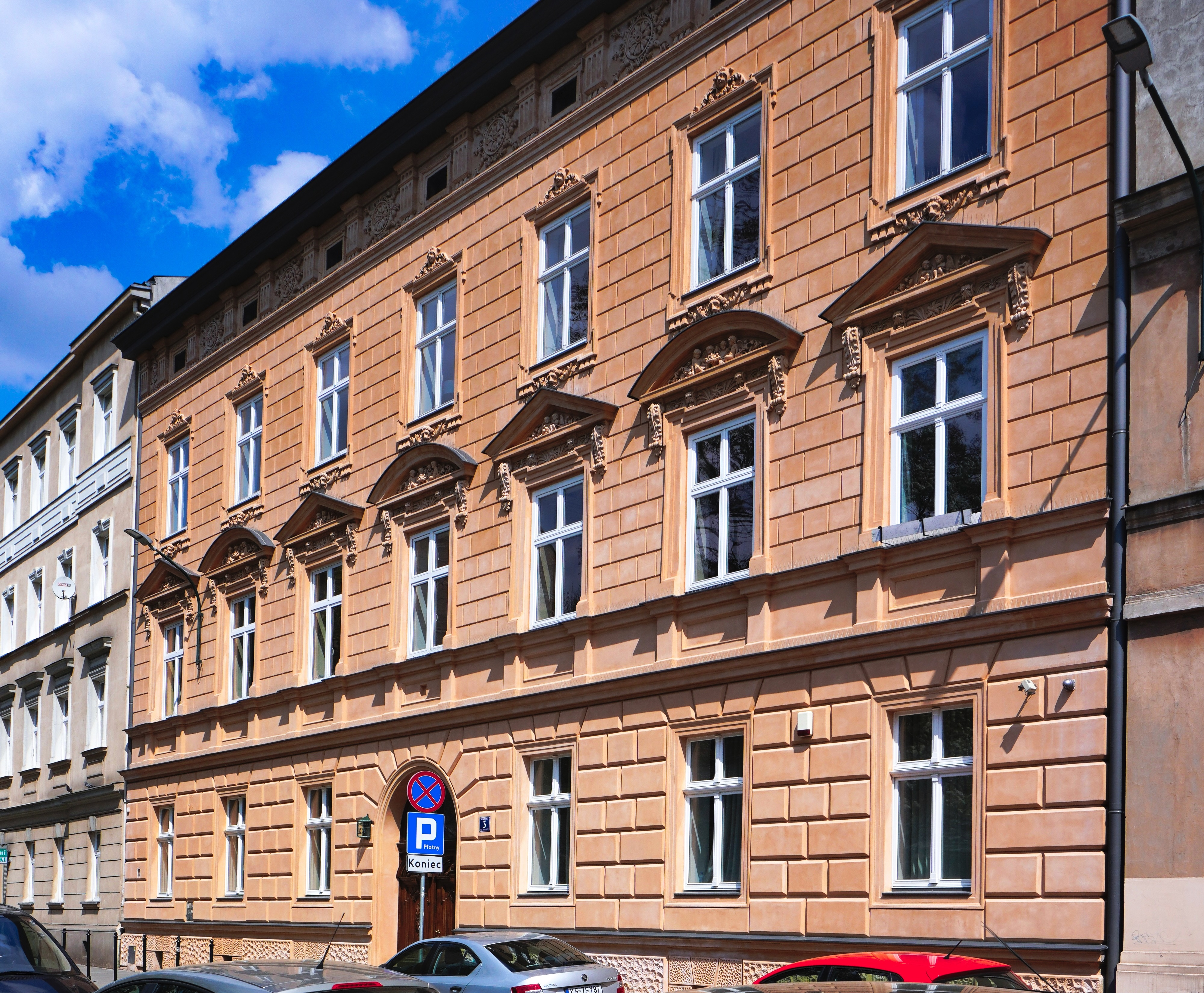
ul. Asnyka 3 Zabytkowa kamienica (proj. Walerian Zwoliński, 1892)
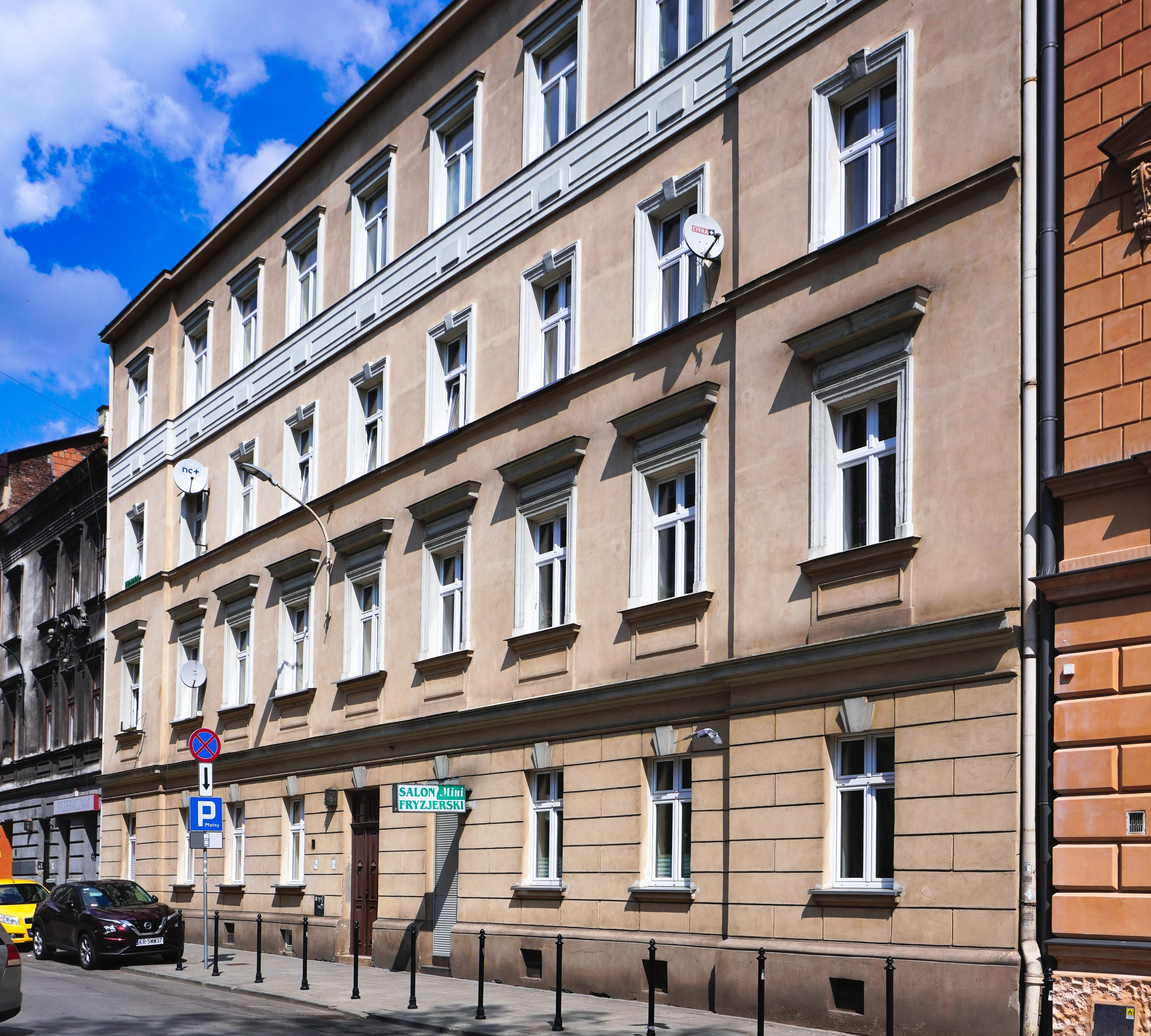
ul. Asnyka 5 Kamienica (proj. Sylwester Zabłocki, 1887)
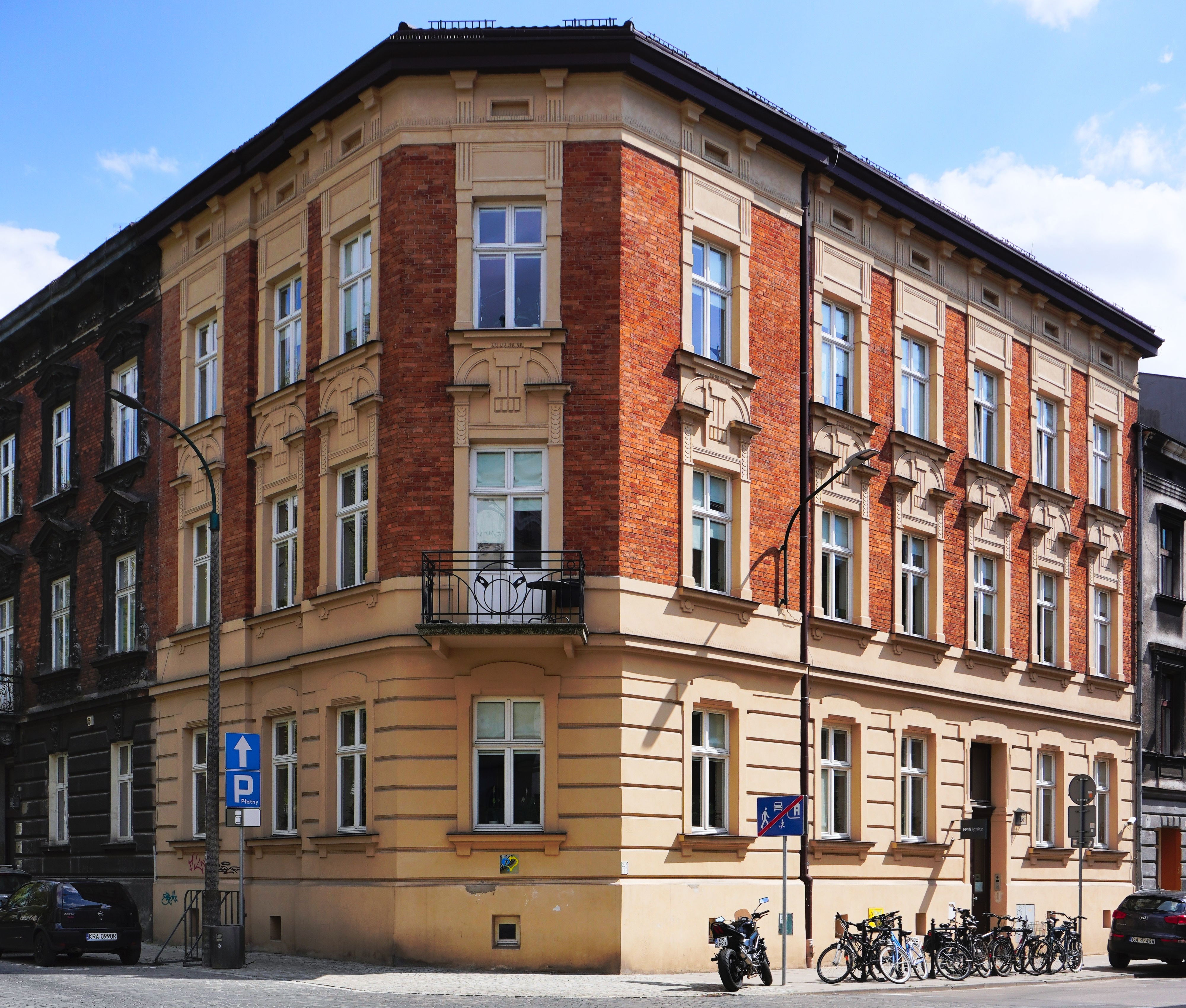
ul. Asnyka 9 Kamienica (ok. 1897)
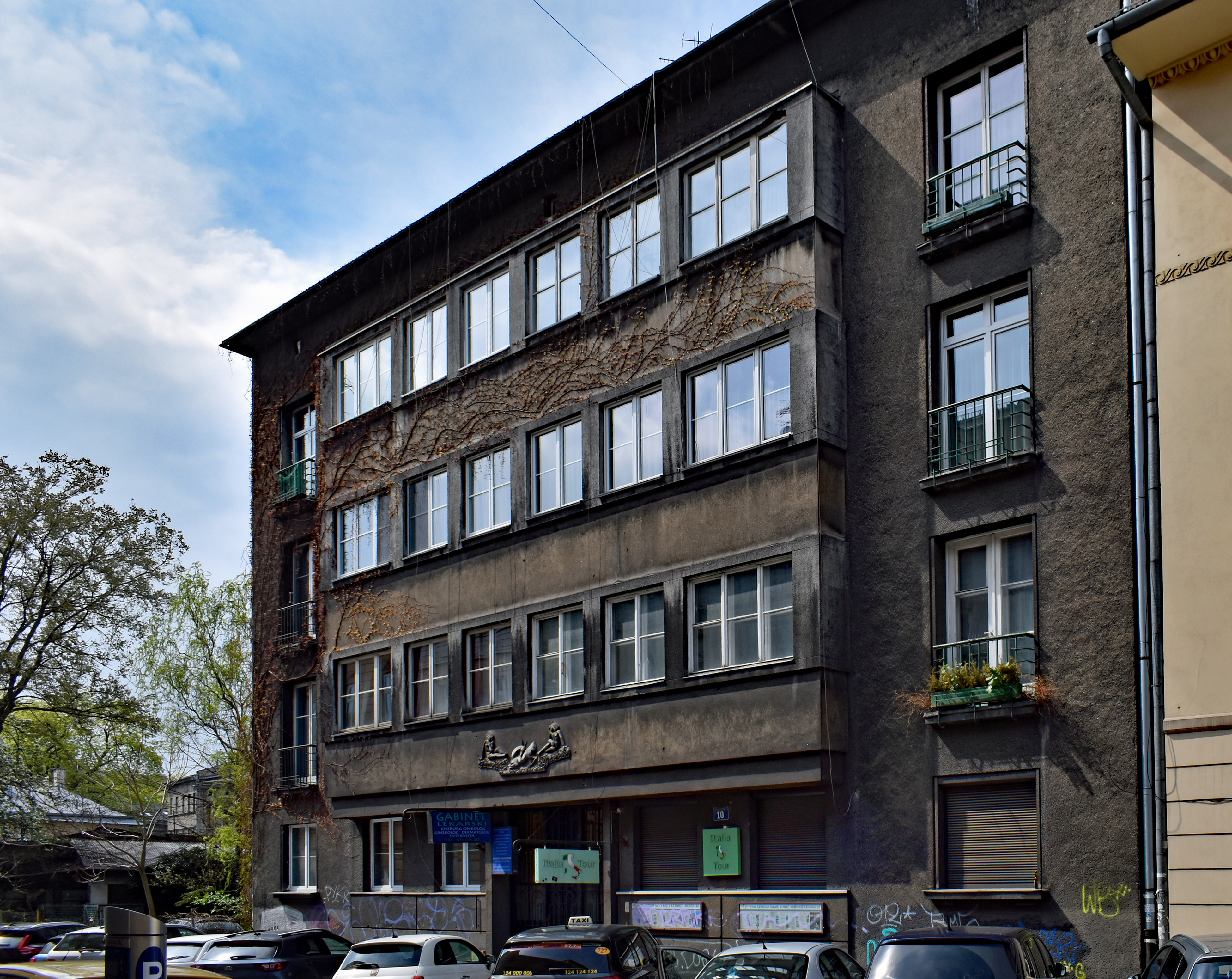
ul. Asnyka 10 Modernistyczna kamienica, na fasadzie płaskorzeźba autorstwa Joanny Grabowskiej
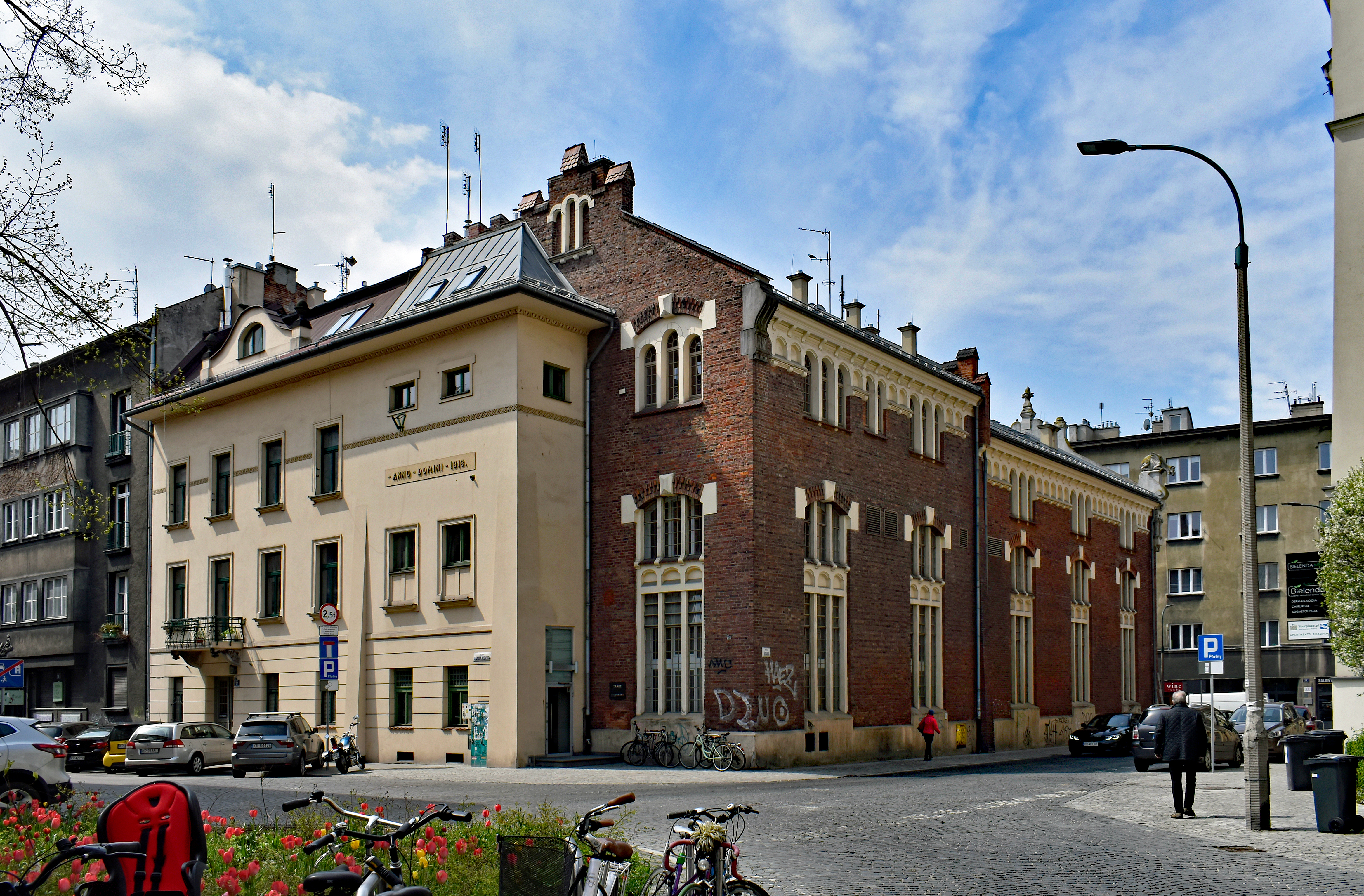
ul. Asnyka 12 Dawna podstacja elektryczna

## Źródła
- Elżbieta Supranowicz, Nazwy ulic Krakowa, Wydawnictwo Instytutu Języka Polskiego PAN, Kraków 1995, ISBN 83-85579-48-6.
- Asnyka Adama, ulica. W: Encyklopedia Krakowa. Warszawa; Kraków: Wydawnictwo Naukowe PWN, 2000. ISBN 83-01-13325-2. Brak numerów stron w książce
- Praca zbiorowa Zabytki Architektury i budownictwa w Polsce. Kraków, Krajowy Ośrodek Badań i Dokumentacji Zabytków, Warszawa 2007, ISBN 978-83-9229-8-1 s. 111–112